# Leichtgesinnte Flattergeister, BWV 181
Leichtgesinnte Flattergeist, BWV 181 (Els esperits frívols i estordits), és una cantata religiosa de Johann Sebastian Bach per al diumenge de sexagèsima, estrenada a Leipzig el 13 de febrer de 1724.

## Origen i context
Aquesta cantata és d'autor desconegut i el text fou imprès per a ús dels fidels el mateix any 1724. El text és una reflexió sobre la Paràbola del sembrador de l'evangeli del dia Lluc (8, 4-15). L'obra no conté cap coral i està constituïda per dues parelles ària-recitatiu i un cor final, estructura que també es troba en les cantates BWV 134, BWV 173 i BWV 184, les quals són totes tres paròdies, constatació que ha fet proposar que aquest també prové d'una cantata antiga, de la qual no se'n té cap informació. És molt probable que l'any 1735 s'interpretés de nou amb la incorporació de l'oboè i la flauta, en la versió coneguda avui dia. Per a aquest diumenge de sexagèsima, el segon abans de la quaresma, s'han conservat dues altres cantates, la BWV 18 i la BWV 126.

## Anàlisi
Obra escrita a soprano, contralt, tenor, baix i cor; trompeta aguda, flauta travessera, oboè corda i baix continu. Consta de cinc números sense cap coral
1. Ària (baix): Leichtgesinnte Flattergeist (Els esperits frívols i estordits)
2. Recitatiu (contralt): O unglückselger Stand verkehrter Seelen (O condició funesta de les ànimes esgarriades)
3. Ària (tenor): Der schädlichen Dornen unendliche Zahl (L'incomptable nombre d'espines malèfiques)
4. Recitatiu (soprano): Von diesen wird die Kraft erstickt (Així és com s'ofega la virtut)
5. Cor: Laß, Höchster, uns zu allen Zeiten (Déu Suprem, deu-nos en tot moment)

El primer número és una ària de baix que canta la frivolitat i lleugeresa de l'esperit amb una vocalització sobre Flattergeister (Esperits frívols) del títol, idees que també són expressades per l'staccato dels instruments. En el recitatiu de tenor del segon número hi alternen passatges secco i ariosos, el text fa referència a l'esmicolament de les roques en al·lusió a la paràbola de Jesús que inspira la cantata. L'ària de tenor del tercer número ha arribat incompleta sense introducció ni la part de violí obligat. Un recitatiu secco de contralt dona pas al cor final que té tot l'aspecte de ser una paròdia d'una cantata profana desconeguda. Hi participen tots els instruments, trompeta aguda inclosa, conté dos episodis fugats que emmarquen la secció central organitzada com un duo del soprano i el contralt. Té una durada aproximada de quasi un quart d'hora.

## Discografia seleccionada
- J.S. Bach: Das Kantatenwerk. Sacred Cantatas Vol. 9. Gustav Leonhardt, Leonhardt-Consort, Knabenchor Hannover (Heinz Hennig, director), Collegium Vocale Gent (Philippe Herreweghe, director), Alexander Raymann (solista del cor), Paul Esswood, Kurt Equiluz, Max van Egmond. (Teldec), 1994.
- J.S. Bach: The complete live recordings from the Bach Cantata Pilgrimage. CD 10: Southwell Minster; 27 de febrer de 2000. John Eliot Gardiner, English Baroque Soloists, Monteverdi Choir, Angharad Gruffydd, Robin Tyson, James Gilchrist, Stephan Loges. (Soli Deo Gloria), 2013.
- J.S. Bach: Complete Cantatas Vol. 7. Ton Koopman, Amsterdam Baroque Orchestra & Choir, Lisa Larsson, Elisabeth von Magnus, Gerd Türk, Klaus Mertens. (Challenge Classics), 2004.
- J.S. Bach: Cantatas Vol. 17. Masaaki Suzuki, Bach Collegium Japan, Yokari Nonoshita, Robin Blaze, Gerd Türk, Peter Kooij. (BIS), 2002.
- J.S. Bach: Church Cantatas Vol. 54. Helmuth Rilling, Bach-Collegium Stuttgart, Gächinger Kantorei Stuttgart, Arleen Augér, Gabriele Schnaut (núm. 2), Gabriele Schreckenbach, Kurt Equiluz, Niklaus Tüller. (Hänssler), 1999.